# Jean Iliopoulos
John (Jean) Iliopoulos (grekiska: Ιωάννης Ηλιόπουλος), född 1940 i Kalamata, Grekland, är en grekisk fysiker. Han är mest känd för sin förutsägelse av charmkvarken med Sheldon Glashow och Luciano Maiani. Iliopoulos är också känd för att visa upphävandet av anomalier i standardmodellen. Han är vidare känd för formeln Fayet-Iliopoulos D-term, som introducerades 1974.